# Ekonomiåret 1916

## Händelser
- 17 januari - Galtströms järnbruk i Medelpad i Sverige levererar sin sista järnmalm, varefter bruket läggs ner efter 253 års verksamhet.[1]
- Augusti - Storbritannien förbjuder all export till Sverige.

## Bildade företag
- Elsa Andersons Konditori bildas.[2]